# Charles Taylor (Politiker)

Charles Taylor

Charles Ghankay Taylor (* 28. Januar 1948 in Arthington bei Monrovia) ist ein liberianischer Politiker. Er war vom 2. August 1997 bis zum 11. August 2003 der 22. Staatspräsident von Liberia.
Taylor war ein bekannter Warlord im liberianischen Bürgerkrieg in den 1990er Jahren und wurde später zum Präsidenten gewählt. Seine Amtszeit war durch Rebellion und regionale Konflikte geprägt und endete nach einem erneuten Bürgerkrieg mit seinem Exil. Am 29. März 2006 wurde er beim Verlassen seines Exils in Nigeria im Grenzgebiet zu Kamerun festgenommen und in Sierra Leone inhaftiert. Aus Sicherheitsgründen wurde der Prozess vor dem Sondergerichtshof für Sierra Leone nach Leidschendam-Voorburg bei Den Haag in den Niederlanden verlegt. Dorthin wurde Taylor am 20. Juni 2006 überstellt und musste sich wegen Verbrechen gegen die Menschlichkeit und Kriegsverbrechen verantworten. Der Prozess wurde am 4. Juni 2007 eröffnet. Am 26. April 2012 erklärten ihn die Richter für schuldig. Taylor ist damit das erste afrikanische Staatsoberhaupt, das von einem internationalen Tribunal wegen Kriegsverbrechen zur Verantwortung gezogen wurde.
Am 30. Mai 2012 wurde das Strafmaß auf 50 Jahre festgesetzt. Er verbüßt die Strafe im Vereinigten Königreich.
Im Oktober 2021 reichte Taylor beim Gerichtshof der Wirtschaftsgemeinschaft der westafrikanischen Staaten (ECOWAS) eine Anzeige gegen Liberia wegen „Nichtzahlung seines Ruhestands“ ein.

## Leben
Charles Taylor wurde in Arthington, einem Dorf am Saint Paul River nahe dem Mount-Coffee-Staudamm, geboren. Sein Vater Nelson Taylor gehörte zu den Amerikoliberianern, seine Mutter Zoe war eine Angehörige der Gola. Taylor studierte in den USA  – zunächst am Chamberlayne Junior College in Newton (Massachusetts) und von 1972 bis 1977 Wirtschaftswissenschaften am Bentley College in Boston.
Er kehrte nach Liberia zurück und wurde von Präsident Samuel K. Doe zum Leiter der General Services Agency ernannt. Bei einem erneuten Aufenthalt in den USA wurde er 1984 aufgrund des Vorwurfs der Veruntreuung in Massachusetts festgenommen, da Präsident Doe ihn beschuldigt hatte, fast eine Million US-Dollar aus dem Land geschleust zu haben. Taylor tauchte nach seiner Flucht für einige Jahre unter, es wird vermutet, dass er nach dem Verlassen der USA über Umwege nach Libyen reiste.

### Erster Liberianischer Bürgerkrieg
Im Dezember 1989 initiierte Taylor von der Elfenbeinküste aus einen bewaffneten Aufstand. Doe wurde schnell besiegt und im folgenden Jahr von einem Verbündeten Taylors, Yormie Johnson, zu Tode gefoltert. Das Ende der Regierung Does führte zur politischen Zersplitterung des Landes, und das große Leid der Bevölkerung setzte sich fort. Mitte der 1990er spalteten sich Johnson und seine Unterstützer von Taylors Gruppe ab, eroberten Monrovia und verhinderten damit Taylors vollständigen Sieg.
Der Bürgerkrieg weitete sich nun zu einem ethnischen Konflikt aus, in dem sieben Gruppen versuchten, die Kontrolle über Liberias Rohstoffe (insbesondere Eisenerz, Holz und Kautschuk) zu gewinnen. Über 200.000 Menschen wurden getötet, und mehr als eine Million verloren ihr Zuhause. Auf Druck der internationalen Staatengemeinschaft willigten Taylor und die Anführer der anderen Kriegsparteien in einen Waffenstillstand ein, dem nach einer Übergangsphase eine demokratische Wahl folgte.

### Präsidentschaft
Charles Taylor gründete die National Patriotic Party und wurde am 2. August 1997 mit einer Mehrheit von 75 % der Stimmen zum 22. Präsidenten Liberias gewählt.
Auch als gewählter Präsident setzte Taylor in den 1990er Jahren seine destabilisierende Rolle in Westafrika fort. Er unterstützte  die Rebellengruppe Revolutionary United Front (RUF) in Sierra Leone, die mit extremer Brutalität gegen die Zivilbevölkerung vorgegangen war, und ist deswegen beschuldigt worden, den Bürgerkrieg in Sierra Leone initiiert und verlängert zu haben.
Charles Taylor wurde während seiner Präsidentschaft häufig von westlichen Regierungen, Internationalen Nichtregierungsorganisationen und Medien kritisiert. Bereits im März 2001 wurden seine Angriffe auf die Pressefreiheit in Liberia kritisiert und die unverzügliche Freilassung von inhaftierten Journalisten, darunter Joseph Bartuah, gefordert. Ein UN-Bericht warf ihm den illegalen Handel mit Tropenholz und Blutdiamanten vor.

### Zweiter Liberianischer Bürgerkrieg
Taylors Präsidentschaft spaltete das Land als Folge ethnischer Spannungen erneut. 1999 begann eine Rebellion vom Norden Liberias aus, die von einer Gruppe angeführt wurde, die sich Liberians United for Reconciliation and Democracy (LURD) nannte. Anfang 2003, als LURD die Kontrolle Nordliberias festigen konnte, formte sich in Südliberia eine weitere Rebellenorganisation, das Movement for Democracy in Liberia (MODEL), die durch die Regierung der Elfenbeinküste unterstützt wurde, und konnte ebenfalls beachtliche Erfolge erzielen. Im Sommer 2003 hatte Taylor weniger als ein Drittel des Landes unter Kontrolle.
Im Juni 2003 stellten die Vereinten Nationen einen Haftbefehl auf Grund von Kriegsverbrechen gegen Präsident Taylor aus. Die UN beschuldigte Taylor der Unterstützung der RUF-Rebellen in Sierra Leone, die dort für vielfältige Verbrechen verantwortlich waren.
Während seines Aufenthalts in Ghana zu Friedensgesprächen drängten die USA den Vizepräsidenten Moses Blah, die Macht zu ergreifen. Bei seiner Rückkehr entließ Taylor Blah aus seinem Amt, um ihn aber nur wenige Tage später erneut zu berufen. Währenddessen begann die LURD, Monrovia zu belagern und es gab viele blutige Kämpfe, während die Regierungstruppen die Rebellen daran hinderten, die Stadt einzunehmen. Durch die Forderung von US-Präsident George W. Bush, Taylor müsse Liberia bis Juli 2003 verlassen, wurde der Druck auf ihn noch weiter erhöht.

### Rücktritt und Exil
Taylor bestand darauf, nur zurückzutreten, wenn amerikanische Friedenstruppen in Liberia stationiert würden. Nigeria sandte ebenfalls eine größere Friedenstruppe in das Land und der nigerianische Präsident Olusegun Obasanjo bot Taylor politisches Exil in seinem Land an. Am 6. August wurden weniger als ein Dutzend US-Marines entsandt, um die Friedenstruppen zu unterstützen.
Am 11. August trat Taylor zurück, und Moses Blah übernahm bis zur Bildung einer Übergangsregierung am 14. Oktober sein Amt. Bei der Amtsübergabe waren der ghanaische Präsident John Agyekum Kufuor, der südafrikanische Präsident Thabo Mbeki und der mosambikanische Präsident Joaquim Chissano anwesend. Taylor ging nach Nigeria ins Exil. Die dortige Regierung stellte ihm und seiner Gefolgschaft Unterkünfte in Calabar.

Während die Friedensvereinbarung Taylor ein sicheres Exil in Nigeria garantierte, forderte sie von ihm, nicht zu versuchen, liberianische Politiker zu beeinflussen. Kritiker warfen ihm vor, dass er sich an diesen Teil der Vereinbarung nicht gehalten habe.

### Verhaftung
Am 6. März 2004 verabschiedete der UN-Sicherheitsrat einen Resolutionsentwurf, der vorsah, sämtliches Vermögen Taylors und das seiner Freunde und Verbündeten einzufrieren. Die Regierung Liberias, unter Führung der im Januar neu gewählten Präsidentin Ellen Johnson-Sirleaf, forderte am 18. März 2006 von der nigerianischen Regierung offiziell die Auslieferung Taylors, welche diese am 25. März zusagte. Seit dem 28. März war er flüchtig, wurde aber einen Tag später im Grenzgebiet von Nigeria zu Kamerun von der Polizei gefasst.
Die Anklage wegen Kriegsverbrechen und Verbrechen gegen die Menschlichkeit umfasst elf Punkte, darunter mehrere Morde, den Einsatz von Kindersoldaten, die Terrorisierung der Zivilbevölkerung sowie sexuelle Gewalt, Verstümmelungen, Plünderungen und Angriffe auf UN-Mitarbeiter.
Bereits im Mai 2005 konnte in Liberia die Wahrheits- und Versöhnungskommission zur Aufarbeitung des Bürgerkrieges mit ihrer Tätigkeit beginnen. Im Fokus der Ermittlungen stand auch die Rolle Taylors als Warlord und Präsident.

### Prozess und Verurteilung in Den Haag
Der Prozess  gegen Charles Taylor wurde am 4. Juni 2007 in Leidschendam-Voorburg unweit von Den Haag offiziell eröffnet.
Am 14. Juli 2009 begann vor Gericht die Verteidigung von Charles Taylor, der sich selbst erstmals zu den Anklagepunkten äußerte und diese zurückwies. Im Prozess gegen ihn versuchte die Staatsanwaltschaft durch weltweit populäre Zeugen wie Mia Farrow oder Naomi Campbell zu beweisen, dass er im Besitz von Blutdiamanten aus Sierra Leone gewesen sei.
Am 8. Februar 2011 wurde die Beweisaufnahme abgeschlossen, es wurden 50.000 Seiten Aktenmaterial und über 1000 Beweisstücke registriert. Der britische Anwalt von Taylor, Courtenay Griffith, bezeichnete den Prozess als „vollständige Farce“.
Im Januar 2012 wurden durch Medienberichte, die sich auf Dokumente des Verteidigungsministeriums der Vereinigten Staaten stützen, bekannt, dass Taylor über Jahre hinweg seit den frühen 1980er-Jahren eine Beziehung zum US-amerikanischen Nachrichtendienst CIA unterhalten haben soll.
Am 26. April 2012 wurde Taylor vom Sondergerichtshof schuldig gesprochen. Am 30. Mai wurde er zu 50 Jahren Gefängnis verurteilt. Er ist das erste afrikanische Staatsoberhaupt, das von einem internationalen Tribunal wegen Kriegsverbrechen zur Verantwortung gezogen wurde. Im Juni 2012 kündigten Taylors Anwälte an, in Berufung zu gehen. Auch die Anklage legte Berufung ein. Im Berufungsverfahren bestätigte im September 2013 das Sondertribunal zu Sierra Leone das Urteil der ersten Instanz von 2012.
Seit dem 15. Oktober 2013 verbüßt er die Strafe im Vereinigten Königreich.

## Familie
Taylor ist Baptistenprediger und begründete seine Herrschaft mehrfach mit dem Verweis auf das Christentum.
Charles Taylor war bisher dreimal verheiratet:
- in erster Ehe mit Enid Tupee Taylor
- in zweiter Ehe mit Agnes Reeves Taylor
- in dritter Ehe  mit Jewel Howard-Taylor, auch diese Ehe wurde nach seinem Rücktritt geschieden.[1]

Charles Taylors Sohn Charles Taylor junior (mit bürgerlichem Namen Charles McArthur Emmanuel) wurde wegen schwerer Menschenrechtsverletzungen während des Rebellenaufstandes von 2006 bei seiner Rückkehr in die USA auf dem Flughafen Miami festgenommen. Charles Taylor junior wurde am 31. Oktober 2008 von einem Bundesgericht in Miami wegen der Anklagepunkte Folter, Verschwörung zur Folter und des Schusswaffengebrauchs schuldig gesprochen. Am 9. Januar 2009 wurde er zu 97 Jahren Gefängnis verurteilt. Er ist der prominenteste von 14 Kindern und Enkeln.

## Sonstiges
Charles Taylor diente als Vorlage für André Baptiste sr. in dem Film Lord of War – Händler des Todes. Gespielt wird er von Eamonn Walker.